# 夏山亮平
夏山 亮平（なつやま りょうへい、1986年5月19日 - ）は、大阪府四条畷市出身のボートレーサー。登録第4462号。身長171cm。血液型O型。101期。父は元競艇選手の夏山博史（2899）。同期に篠崎仁志、片岡雅裕、後藤翔之、大池佑来らがいる。近畿大学付属高等学校卒業。

## 来歴
- 2007年11月16日から住之江競艇場で開催された 一般戦「あざやか霜月」初日第1Rでデビュー[1]。（6着）
- 2008年7月29日から尼崎競艇場で開催された 一般戦「競艇ニュース・競艇研究社杯」4日目第1Rで初勝利[2]。（決まり手：差し）水神祭を飾る。
- 2014年4月3日からボートレースびわこで開催された G1「開設62周年記念 びわこ大賞」追加あっせんで5日目第1RでG1初出場[3]。（6着）
- 2015年2月27日からボートレース浜名湖で開催された 一般戦「マンスリーBOAT RACE杯」6日目（最終日）第12Rでデビュー初優出[4]。（2号艇2コース・5着）

## 人物・エピソード
- ボートレーサーになったキッカケは元選手である父親の影響。
- 師匠は82期の石川吉鎬（3951）。弟子には117期の上田龍星（4908）、123期の上田紗奈（5057）がいる。
- 趣味はバーベキュー、料理[5]。
- グランジ大、すーなかなど、よしもとボートレース芸人と交流がある。

## 戦績
- 出走回数：2026回
- 1着回数：194回
- 優出回数：0回
- 優出回数：9回
- フライング(F)回数：25回
- 出遅れ(L)回数：0回
- 通算勝率：4.20
- 2連対率：23.49
- 3連対率：37.66
- 生涯獲得賞金：116,675,000円